# Copa del Generalísimo de baloncesto 1940
La Copa del Generalísimo de baloncesto o el Campeonato de España 1940 fue la número 4.º, donde su final se disputó en el Pista de Sarriá de Barcelona el 30 de junio de 1940. Fue la primera edición después de la Guerra Civil Española.

## Equipos participantes
En dicha edición participaron un total de 8 equipos, de 4 regiones.
- Región centro (3): Rayo Club, Madrid CF, Sociedad Gimnástica
- Cataluña (3): CB L'Hospitalet, CB Atlético Gracia, RCD Español
- Levante (1): FJ Murcia
- Aragón (1): CN Helios

## Fase final
Todos los partidos de esta fase se disputaron en la Pista de Sarriá de Barcelona.
|  | Cuartos de final    | Cuartos de final |                    |                    | Semifinales | Semifinales |             |                 | Final        | Final       |  |
|  | 23 y 24 de junio    | 23 y 24 de junio |                    |                    | 29 de junio | 29 de junio |             |                 | 30 de junio  | 30 de junio |  |
|  |                     |                  |                    |                    |             |             |             |                 |              |             |  |
|  |                     |                  |                    |                    |             |             |             |                 |              |             |  |
|  | CB L'Hospitalet     | 64               |                    |                    |             |             |             |                 |              |             |  |
|  | CB L'Hospitalet     | 64               |                    |                    |             |             |             |                 |              |             |  |
|  | FJ Murcia           | 19               |                    |                    |             |             |             |                 |              |             |  |
|  | FJ Murcia           | 19               |                    | CB L'Hospitalet    | 19          |             |             |                 |              |             |  |
|  |                     |                  |                    | CB L'Hospitalet    | 19          |             |             |                 |              |             |  |
|  |                     |                  | RCD Español        | 18                 |             |             |             |                 |              |             |  |
|  | RCD Español         | 24               | RCD Español        | 18                 |             |             |             |                 |              |             |  |
|  | RCD Español         | 24               |                    |                    |             |             |             |                 |              |             |  |
|  | Madrid CF           | 14               |                    |                    |             |             |             |                 |              |             |  |
|  | Madrid CF           | 14               |                    |                    |             |             |             | CB L'Hospitalet | 20           |             |  |
|  |                     |                  |                    |                    |             |             |             | CB L'Hospitalet | 20           |             |  |
|  |                     |                  | CB Atlético Gracia | 17                 |             |             |             |                 |              |             |  |
|  | CB Atlético Gracia  | 45               | CB Atlético Gracia | 17                 |             |             |             |                 |              |             |  |
|  | CB Atlético Gracia  | 45               |                    |                    |             |             |             |                 |              |             |  |
|  | CN Helios           | 24               |                    |                    |             |             |             |                 |              |             |  |
|  | CN Helios           | 24               |                    | CB Atlético Gracia | 22          |             |             | Tercer lugar    | Tercer lugar |             |  |
|  |                     |                  |                    | CB Atlético Gracia | 22          |             |             | Tercer lugar    | Tercer lugar |             |  |
|  |                     |                  | Rayo Club          | 18                 |             |             |             |                 |              |             |  |
|  | Rayo Club           | 24               | Rayo Club          | 18                 |             |             | RCD Español | 23              |              |             |  |
|  | Rayo Club           | 24               |                    |                    |             |             | RCD Español | 23              |              |             |  |
|  | Sociedad Gimnástica | 14               |                    |                    |             |             |             |                 | Rayo Club    | 20          |  |
|  | Sociedad Gimnástica | 14               |                    |                    |             |             |             |                 | Rayo Club    | 20          |  |
|  |                     |                  |                    |                    |             |             |             |                 |              |             |  |

### Final
| 30 de junio de 1940, 19:00 | CB L'Hospitalet                  | 20–17                            | CB Atlético Gracia               | |  |
| 19:00 GTM+1                | Marcador por tiempos: 12–10, 8–7 | Marcador por tiempos: 12–10, 8–7 | Marcador por tiempos: 12–10, 8–7 | |  |
|                            | Estadísticas Ramón Sanahuja 9    | Pts                              | Estadísticas Fernando Font 8     | Pabellón: Pista de Sarriá, Barcelona Asistencia: 1.500 espectadores Árbitros: Jacinto Ardevínez (Colegio Centro) |  |

| Campeón de la Copa del Generalísimo 1940 |
| ---------------------------------------- |
| CB L'Hospitalet 1.º título               |